# Попов, Степан Георгиевич
Степан Георгиевич Попов (род. 11 июня 1984, Минск или Лепель, Витебская область) — белорусский самбист, чемпион мира и Европы, чемпион первых Европейских игр по самбо весе до 74 кг. Заслуженный мастер спорта Республики Беларусь. Спортсмен-инструктор национальной команды, лауреат публичного конкурса «Триумф. Героям спорта» по итогам выступлений в 2015 и 2016 годах, обладатель награды Fair Play, избран в комиссию спортсменов Международной федерации самбо (FIAS).

## Биография
Мама родом из небольшой деревни Павловичи Могилевской области, отец родом из города Лепель. Познакомились родители на учёбе в Белорусском государственном институте физической культуры. В Минске у них родились оба сына.
Когда Степану Попову было 3 года, вся семья переехала жить в Лепель. Первым тренером стал отец, большой фанат самбо и дзюдо. Он сам всегда мечтал стать чемпионом мира, но в Лепеле не было секций по борьбе. Поэтому старший Попов захотел что-то сделать для своего города. Он возил по 12 человек на соревнования на своих «Жигулях» по разным городам родной страны и в Россию, где ночевали с молодыми спортсменами в спортивных залах. Результат не заставил себя долго ждать: Степан Попов стал чемпионом мира. Мама большую часть жизни в Лепеле работала тренером по лыжам, но затем перешла в самбо и выполнила разряд Мастера спорта РБ по самбо, стала тренером.
В 11 классе классе Степан Попов переехал в Новополоцк и учился в 5-й школе, затем на 1 курсе в училище Олимпийского резерва. Позже отправился в Минск для получения образования в Республиканском училище Олимпийского резерва. Закончил Белорусский государственный педагогический университет им. М.Танка и БГЭУ.
18 августа 2020 года подписал открытое письмо представителей спортивной отрасли Республики Беларусь с требованием признать недействительными выборы президента Республики Беларусь прошедшие 9 августа 2020 года.
В ноябре 2020 года его уволили из центра олимпийской подготовки «Стайки» из-за его гражданской позиции.

## Личная жизнь
Женат, двое детей. В свободное время увлекается рыбалкой, плаванием, катанием на горных лыжах, катанием на беговых лыжах (победитель Лепельского района по лыжам).